# 5241 Beeson
Az 5241 Beeson (ideiglenes jelöléssel (5241) 1990 YL) a Naprendszer kisbolygóövében található aszteroida. Ueda és Kaneda fedezte fel 1990. december 23-án.